# Дадли (район)
Дадли (англ. Dudley) — метрополитенский район со статусом боро в графстве Уэст-Мидлендс (Англия). Административный центр — город Дадли.
Район был создан 1 апреля 1974 года в рамках Закона о местном самоуправлении 1972 года, в результате слияния старого графства Дадли с муниципальными районами Холсоуэн и Стоурбридж. В то же время становится частью столичного графства Уэст-Мидлендс. Область исторически является частью графств Вустершир и Стаффордшир.
Совет состоит из 72 советников, представляющих 24 палаты. После местных выборов 2008 года было 43 консерватора, 26 лейбористов, 2 либерал-демократа.
Торговый центр Мерри-Хилл расположен в этом районе.

## Населённые пункты
Населенные пункты в пределах района:
- Амблкот
- Брирли-Хилл
- Бромли
- Косли
- Крадли
- Дадли
- Горнал
- Горнал Вуд
- Холсоуэн
- Хобуш
- Кингсуинфорд
- Нижний Горнал
- Лайе
- Нетертон
- Старый Суинфорд
- Педмор
- Пенснетт
- Прайори Эстейт
- Куорри-Банк
- Седжли
- Стоурбридж
- Стрейтс
- Верхний Горнал
- Уолл Хит
- Витимур Виллидж
- Волластон
- Вуллескот
- Вордсли
- Рен Нест Эстейт